# Хафез, Юсри
Юсри Резк Мустафа Хафез (англ. Yousry Rezk Mostafa Hafez; род. 30 августа 1993, Каир, Египет) — египетский боксёр-любитель, выступающий в супертяжёлой весовой категории. Член национальной сборной Египта в 2010-х и 2020-х годах, участник Олимпийских игр 2020 года, чемпион Африканских игр (2019), чемпион Африки (2022), бронзовый призёр чемпионата Африки (2017), двукратный чемпион Средиземноморских игр (2018, 2022), бронзовый призёр международного турнира на призы короля Марокко Мухаммеда VI (2023), многократный национальный чемпион Египта, многократный победитель и призёр международных и национальных турниров в любителях.

## Биография
Родился 30 августа 1999 года в Каире, в Египете.

## Любительская карьера

### 2017—2019 годы
В июне 2017 года, в Браззавиле (Республика Конго) стал бронзовым призёром на чемпионате Африки в категории свыше 91 кг, в полуфинале проиграв опытному камерунцу Арсену Фоссо.
В июне 2018 года стал чемпионом Средиземноморских игр в городе Таррагона (Испания) в весе свыше 91 кг. Там он последовательно по очкам победил боснийца Дашо Симеуновича, турка Эрена Узуна, затем француза Джамили-Дини Абуду, и в финале по очкам победил опытного марокканца Мохамеда Фириса.
В августе 2019 года, в Рабате (Марокко) стал чемпионом Африканских игр в весе свыше 91 кг, в финале победив Джейми Тшикеву из ДР Конго.
В сентябре 2019 года, в Екатеринбурге (Россия) участвовал на чемпионате мира выступая в супертяжёлой весовой категории (свыше 91 кг). Где в 1/16 финала по очкам (5:0) победил бразильца Жоэля да Силву, но затем в 1/8 финала по очкам раздельным решением судей (2:3) проиграл опытному азербайджанскому боксёру Махаммаду Абдуллаеву.

### Олимпийские игры 2020 года
В феврале 2020 года в Дакаре (Сенегал) участвовал на Олимпийском квалификационном турнире от Африки, где в четвертьфинале соревнований по очкам раздельным решением судей (2:3) проиграл камерунцу Максиму Йегнонгу, — но так как камерунец занял 1-е место на этом турнире, то и Хафез по итогам мировой квалификации таки смог получить лицензию для выступления на Олимпийских играх 2020 года.
И в июле 2021 года стал участником Олимпийских игр в Токио, где в 1/8 финала соревнований по очкам (0:5) проиграл боксёру из Казахстана Камшыбеку Кункабаеву, — который в итоге завоевал бронзовую медаль Олимпийских игр.

### 2022—2023 годы
В июле 2022 года второй раз стал чемпионом Средиземноморских игр в городе Оран (Алжир) в весе свыше 91 кг. Там он последовательно по очкам победил опытного марокканца Мохамеда Фириса, затем алжирца Шуайба Булудината, и в финале по очкам (2:1) победил итальянца Винченцо Фиасчетти.
В сентябре 2022 года, в Мапуту (Мозамбик) стал чемпионом Африки в весе свыше 92 кг, в финале победив алжирца Мурада Кади.
В феврале 2023 года стал бронзовым призёром международного турнира на призы короля Марокко Мухаммеда VI в Марракеше (Марокко), где он в полуфинале по очкам единогласным решением судей (0:5) проиграл россиянину Рамазану Карнукаеву, — который в итоге стал победителем данного турнира.
В мае 2023 года, в Ташкенте (Узбекистан) участвовал в чемпионате мира в весе свыше 92 кг. Где в 1/16 финала соревнований он по очкам решением большинства судей (4:1) победил молдаванина Алексея Заватина, но затем в 1/8 финала по очкам раздельным решением судей (3:4) проиграл представляющему Китай Данабеку Байгазы.